# Schottische

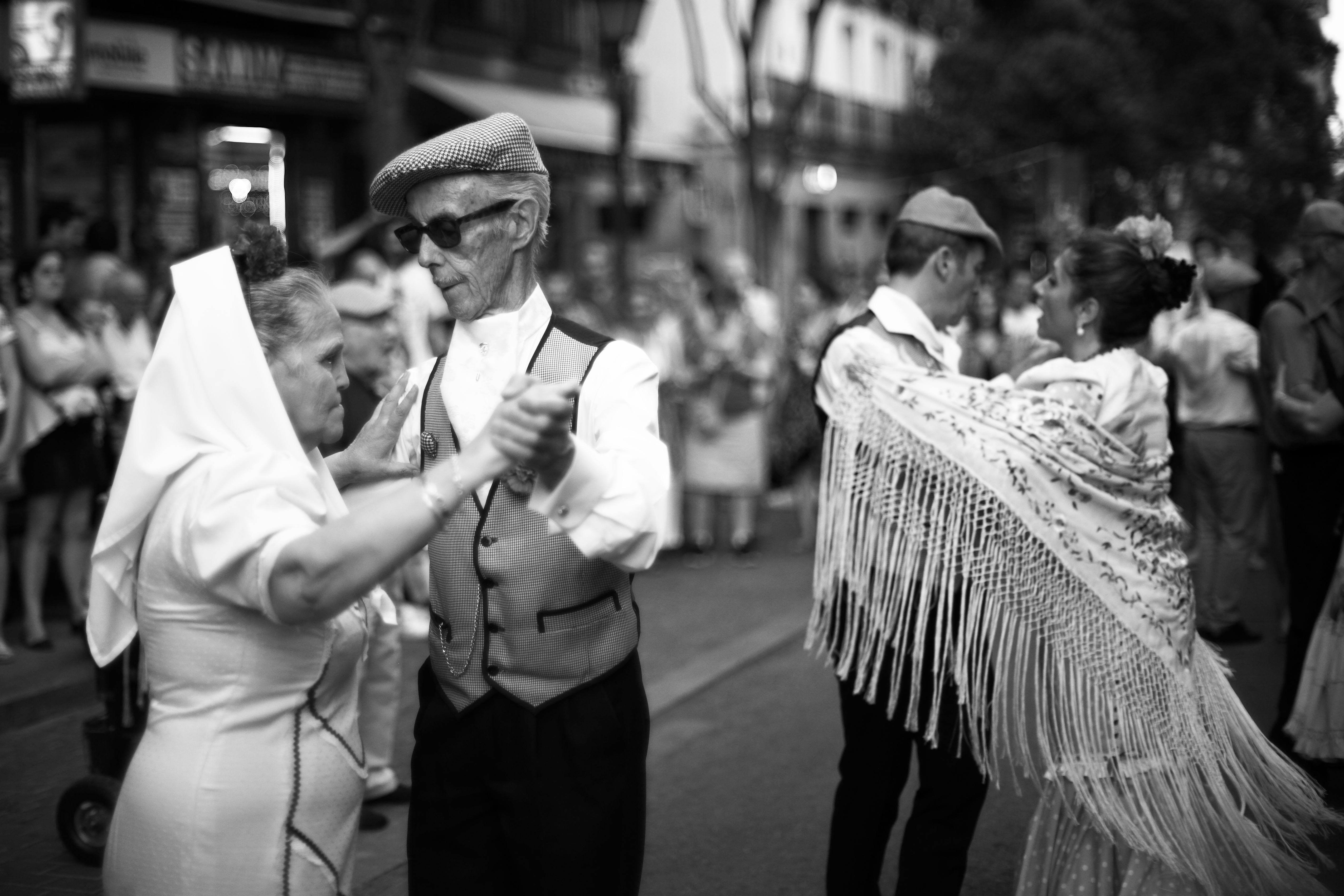
Schottische

De Schottische is een Duitse, Hongaarse, Oostenrijkse, Zwitserse en Zweedse volksdans. Hij lijkt op de polka en is verwant aan de Rheinländer en de Beierse polka.

## Oorsprong
De naam "Schottische" is vermoedelijk een afgeleide van de valse écossaise (Schotse wals). Deze was al rond 1810 bekend. Een voorloper is de voor 1800 in heel Duitsland verbreide "Hopser".

## Vormen
In verscheidene regio's in West-Europa worden onder de naam "Schottisch(e)" allerlei dansvormen aangeduid: rheinländer-vormen (ook in Zweden), de Beierse polka, in vele regio's wordt ook een langzame polka-rondedans met of zonder huppelen een "Schottisch" genoemd.
De basispas is een op de polkapas gelijkende wisselpas met of zonder afsluitende huppel.

## Beschrijvingen

### Hongaarse Schottische
In de omgeving van Wenen, in het gebied tussen Gmünd, Bratislava en Puchberg am Schneeberg komen er ettelijke overgeleverde dansen voor 
met een vluchtige pas - de "Schottischtupftritt" - die alle „Schottisch“ heten. Ze gaan terug op een gemeenschappelijke oorsprong, geheten "Hongaarse schottische". Een daarvan is de "Schottische uit Gmünd" in het Opper-Oostenrijkse Waldviertel, die in 1934 door Hans Schölm opgetekend werd.